# Zvănarți, Razgrad
Zvănarți (în bulgară Звънарци) este un sat în comuna Kubrat, regiunea Razgrad,  Bulgaria. 

## Demografie
Componența etnică a satului Zvănarți
     Bulgari (15,42%)
     Turci (73,33%)
     Nicio identificare (11,23%)
     Altele (0,19%)
La recensământul din 2011, populația satului Zvănarți era de 525 locuitori. Din punct de vedere etnic, majoritatea locuitorilor (73,33%) erau turci, cu o minoritate de bulgari (15,42%). Pentru 11,23% din locuitori nu este cunoscută apartenența etnică.